# Лейбов Роман Григорович
Роман Григорович Лейбов (ест. Roman Leibov, нар.. 2 липня 1963, Київ, Українська РСР, СРСР) — естонський філолог, літературознавець-тютчезнавець, мережевий оглядач і письменник.

## Життєпис
Народився 1963 року в Києві. У 1980 році переїхав до естонського міста Тарту, де живе й зараз.
Навчався на відділенні російської та слов'янської філології Тартуського університету в 1980—1986 роках, потім в аспірантурі (1986—1988). Старший викладач кафедри російської літератури (1988—1993). Захистив дисертацію на ступінь magister artium «Просторова модель лірики Тютчева та Лермонтова» (1992). З 1993 року працював викладачем кафедри російської літератури. У 2008 році обійняв посаду доцента кафедри російської літератури Тартуського університету. 2000 року захистив докторську дисертацію «Ліричний фрагмент Тютчева: Жанр і контекст».

## У Рунеті
Один із піонерів російського інтернету. Автор гіпертекстового інтерактивного твору « РОМАН» (жовтень 1995; програмування Леонід Деліцин та Дмитро Манін) та інтерактивної літературної гри " Сад розбіжних хокку " (з 1997, спільно з Дмитром Маніним), «Сторінки російського поета О. С. Пушкіна» (1999).
У середині 1990-х років Лейбов був також відомий як «особистий секретар Май Іванича Мухіна» — вигаданого ним віртуального персонажа, від імені якого здійснювалося кілька проєктів .
З січня 1998 року вів щотижневу колонку «Безстрокове посилання» у «Російському журналі». З 1999 року — головний редактор гуманітарного сайту «Ruthenia». З квітня 2000 року був редактором розділу «Net-культура» в «Російському журналі», з літа 2004 року вів щотижневу колонку «Понеділок» за сприяння членів однієї з спільнот Живого журналу.
Почав вести « Живий журнал» російською мовою в лютому 2001 року, став одним із перших активних російськомовних користувачів цього сервісу мережевих щоденників (під ім'ям користувача r_l), і саме він одним із перших звернув увагу інших користувачів, авторів на проєкт.
У вересні 2007 року як «головного експерта» було запрошено на сервіс Google «Питання та відповіді», де відповідав на запитання користувачів Інтернету.
Восени 2007 року оновлення «Живого журналу» Лейбова було на деякий час припинено, проте згодом там почали з'являтися нові епізодичні записи. Паралельно Лейбов переніс активність обслуговування LJ. Rossia.org, Фейсбук та інші майданчики. У вересні 2016 року видалив обліковий запис у Фейсбуці через незгоду з його політикою цензури . Наприкінці 2010-х років почав вести канали в Телеграмі та Інстаграмі.
2019 року став героєм документального серіалу Андрія Лошака "Холівар. Історія Рунету ", де давав експертні коментарі .
Уривки зі своїх мережевих щоденників періодично випускає у вигляді книг, які видає через платформу Ridero .

## Цитати
- «У бібліотеці завжди багато божевільних, але це не божевільний дім»[11] .
- «Русофобія — це дуже стара російська традиція. Це властиво російському інтелігенту незалежно від його походження. Грати в русофоба смішно, але русофобія — важлива частина російської культури, яка несе іронію та самокритику, іноді об'єктивну, іноді не дуже».[3].